# Clazomene
Clazomene (in greco antico: Κλαζομεναί?, Klazomenái; in latino Clazomenae) fu un'antica città della Ionia (Asia Minore).

## Geografia
Clazomene sorgeva sulla costa occidentale della penisola anatolica, sul golfo di Smirne, a sud di Smirne, nel luogo dell'odierna Urla (Turchia).

## Storia
Esistono versioni discordanti a proposito della fondazione della città. Pausania racconta che i primi abitanti furono gli Ioni, in particolare quelli originari di Cleone e di Fliunte, guidati da Parforo di Colofone; Strabone, invece, ne attribuisce la fondazione a Paralo. Il nome della città potrebbe derivare dal greco κλάζω (klàzō), un verbo usato per indicare il grido degli uccelli che vivevano alla foce del fiume Ermo (l'attuale Gediz), nei pressi della città.
Fece parte della lega greca detta dodecapoli ionia, una confederazione di dodici colonie greche dell'Asia Minore, e della Lega delio-attica. Verso il 650 a.C. Clazomene dedusse la colonia di Abdera, in Tracia; Clazomene partecipò inoltre alla fondazione della città egizia di Naucrati. Assoggettata dai Persiani, Clazomene prese parte alla rivolta ionia antipersiana, all'inizio del V secolo a.C., ma cadde di nuovo in potere dei Persiani e rimase nell'impero achemenide fino ad Alessandro Magno. La conquista persiana determinò l'esodo di parte della popolazione verso una piccola isola posta di fronte alla città. Secondo una tradizione, Alessandro Magno unì l'isola alla costa mediante una rampa artificiale.
Dopo la morte di Alessandro (323 a.C.), Clazomene condivise la sorte delle altre città della regione: fu coinvolta nelle guerre fra i diadochi e gli epigoni di Alessandro Magno, dapprima nella lotta fra Antigono Monoftalmo e Lisimaco e poi fra quest'ultimo e Seleuco I; fu poi dei Seleucidi, poi dei Tolomei e infine passò agli Attalidi di Pergamo in seguito alla battaglia di Magnesia (190 a.C.). Nel 188 a.C. Roma dichiarò Clazomene civitas immunis, cioè non soggetta al pagamento di tributi. Dal 133 a.C. fu inglobata nella provincia romana dell'Asia.
Intorno alla metà del VI secolo a.C. a Clazomene passò gran parte della sua vita (in esilio) il poeta giambico Ipponatte di Efeso. Nello stesso secolo a Clazomene nacque il filosofo Ermotimo, mentre agli inizi del V secolo a.C. vi nacque il filosofo Anassagora.

## Arte

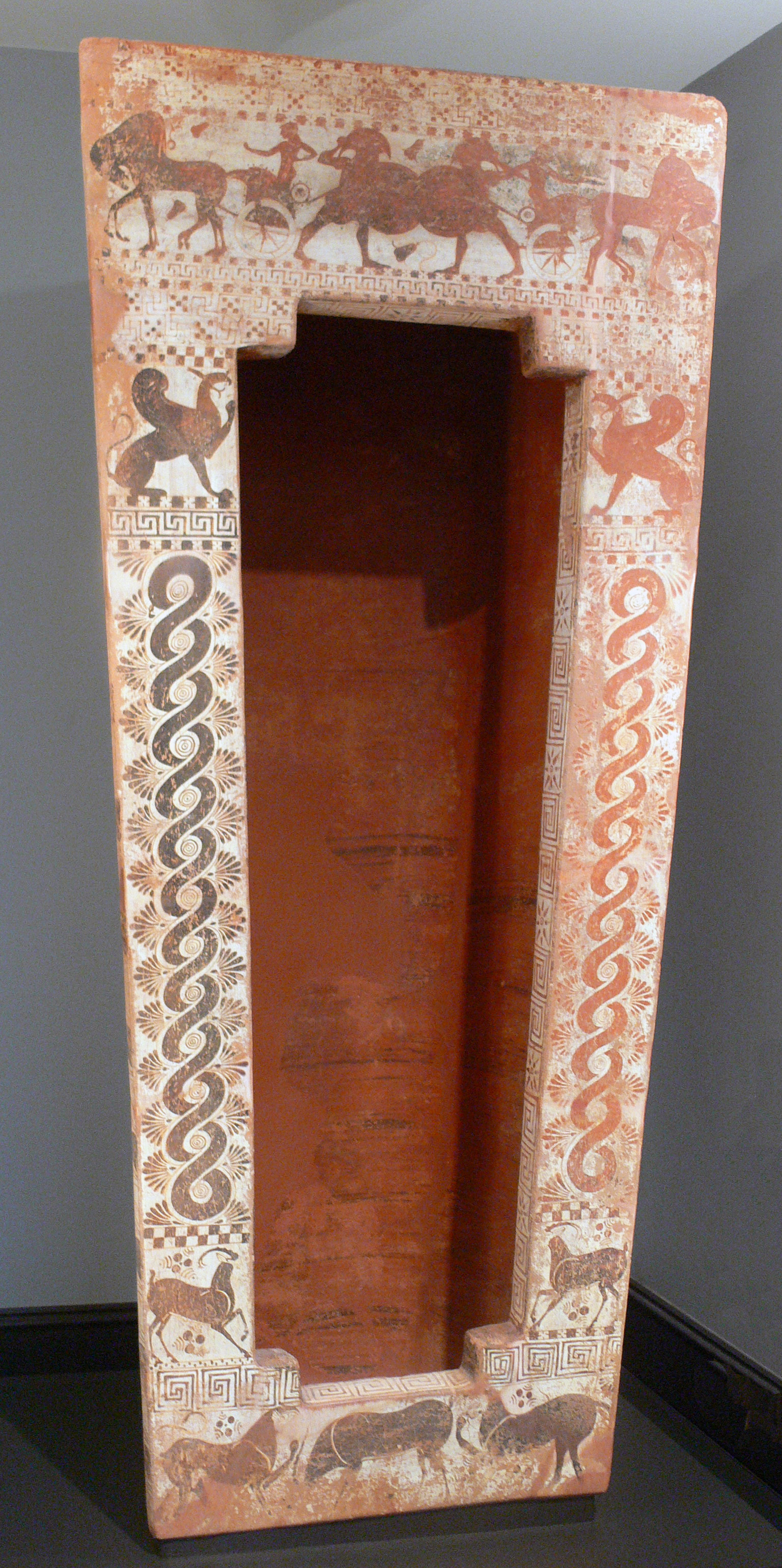
Sarcofago clazomenio, Getty Villa

Il sito dell'antica Clazomene, l'odierno Liman Tepe, si trova vicino a un antico porto, che presenta molti resti archeologici dell'Età del Bronzo, il più importante e notevole dei quali è la quantità di vari siti di sepoltura arcaica, nonché le prove delle pratiche ad essi associate nelle vicinanze. Una possibile spiegazione è che questi siti fossero utilizzati da diversi gruppi sociali all'interno della società.
A Clazomene, nelle cerimonie funebri del VI-V secolo a.C., si diffuse un particolare tipo di sarcofago in terracotta dipinta, molto pesante e per questo diffusosi solo nelle regioni immediatamente limitrofe. Inoltre in città si sviluppò anche un particolare tipo di decorazione della ceramica detto clazomenio. Tali produzioni sono fra i più bei monumenti dell'arte ionica del V secolo a.C..
Nei pressi di Clazomene alla fine del XIX secolo è stato scoperto un grande sarcofago di terracotta dipinta con il suo coperchio, che insieme pesano circa 2 tonnellate: un'opera greca antica risalente al 500 a.C. circa; l'oggetto funerario raffigura scene di guerra, corse di carri, caccia e motivi geometrici ed è ora nella collezione del British Museum..
La città era anche apprezzata per la varietà di garum e la produzione dell'olio d'oliva.